# Kỳ giông Hakuba
Hynobius hidamontanus (tên tiếng Anh: Hakuba Salamander hoặc Japanese Mountain Salamander) là một loài kỳ giông thuộc họ Hynobiidae.
Đây là loài đặc hữu của Nhật Bản.
Môi trường sống tự nhiên của chúng là rừng ôn đới, sông ngòi, đầm nước, suối nước ngọt, và các đồn điền.
Chúng hiện đang bị đe dọa vì mất môi trường sống.